# Pat Spillane
Pour les articles homonymes, voir Spillane.
Patrick Gerard Spillane ou Pádraig Ó Spealáin, né le 2 décembre 1955 à Templenoe, est un joueur irlandais de football gaélique. Il a joué pour le club de Templenoe et l'équipe du comté de Kerry avec lequel il gagna huit All-Ireland.

## Sa carrière sportive

### Club
Spillane aide son club de Templenoe GAA à remporter le Kerry Novice Football Championship en 1973 et à remporter le Kerry Junior Football Championship en 1975.

### Comté
Spillane commence à jouer avec l’équipe de Kerry au mois de mars 1974.  Il connut l’apogée de sa carrière sportive pendant un âge d’or pour Kerry. Il gagne le championnat du Munster onze fois, et gagne le Championnat d'Irlande huit fois, et devient progressivement un des meilleurs avant de l’histoire du football gaélique. Sa dernière apparition sous les couleurs de Kerry GAA se passe lors de du championnat d'Irlande en 1991.

## Après sa retraite sportive
Pat Spillane a été nommé parmi l'équipe du siècle en 1984 puis parmi l'équipe du millénaire en 2000.